# Andosilla
Andosilla es una villa y un municipio español de la Comunidad Foral de Navarra, situado en la merindad de Estella, en la comarca de la Ribera del Alto Ebro y a 73,4 km de la capital Pamplona.

## Toponimia
El término Andosilla, probablemente esté relacionado con el nombre de persona aquitano Andos(us), que tal vez significaba ‘señor’, acompañado de un diminutivo. Andos(us) + -illa.
Según G. Rohlfs, del nombre de persona Andos surge el cognomen Andossus. Arturo Campión, citando a Luchaire, ya hace referencia a este nombre de persona, así como Julio Caro Baroja y Ricardo Cierbide. Frago Gracia, en cambio, interpreta ando como un híbrido vasco-románico con el significado de ‘cepa’, lo que es inverosímil.
El nombre de la villa aparece en documentos antiguos como: Andocella (1066,1280); Andosella, Andossella (1091, 1170-1188, 1210); Andosiella, Andossiella (1280, 1350); Andossieilla y Andossieylla (1243, 1257, 1268, 1280, 1330, 1336). Andola se ve en un documento del siglo XVI.

## Geografía

Situación de término municipal de Andosilla en Navarra

La villa de Andosilla se sitúa en la parte sur-oriental de la Comunidad Foral de Navarra en la parte de la Ribera de Navarra denominada Ribera Alta. Su término municipal tiene una superficie de 51,51 km² y limita al oeste con el río Ebro que la separa de Calahorra (La Rioja) y Sartaguda, al norte con Cárcar y Lerín, al sur con San Adrián y al este con Falces y Peralta.

### Relieve e hidrología
La villa está situada a 332 m s. n. m. en una llanura a orillas del río Ega, extendiéndose sobre sus dos márgenes. Por el sur, en el límite del municipio, transcurre el río Ebro. Otros puntos elevados dentro del término municipal son el alto de Carasol (463 m s.n.m.), el alto Las Valles (461 m s.n.m.), el alto de Usón (460 m s.n.m.) y el alto Canales (427 m s.n.m.).

### Clima
El clima de la zona y la vegetación es de tipo mediterráneo. La temperatura media anual oscila entre los 13 y 14 °C y el índice de precipitaciones medio que se registra al año entre los 400 y 450 mm. De media hay entre 50 y 60 días lluviosos al año y estas son más abundantes en otoño y primavera mientras que en verano son muy escasas.

## Demografía
Andosilla cuenta con una población de 2913 habitantes (INE 2024).
| Gráfica de evolución demográfica de Andosilla entre 1842 y 2021                                                     |
| |
| Población de derecho según los censos de población del INE Población de hecho según los censos de población del INE |

## Economía
Su economía se basa principalmente en la industria conservera, en constante crecimiento, que gracias a sus buenas características ha obtenido la Denominación de Origen Navarra, así como la obtenida por sus vinos de Denominación de Origen Rioja, hacen que esta población esté en constante desarrollo.

## Símbolos
El escudo de armas de la villa de Andosilla tiene el siguiente blasón:

Trae de gules y una silla de montar de oro. En bordura las cadenas de Navarra.

Con estos mismos colores y metales aparece en un documento del siglo XVI, que fija los límites de Andosila, Azagra y Funes e igualmente en las vidrieras del palacio de la Diputación (Palacio de Navarra). En la fachada del ayuntamiento se grabaron dos sillas, una sobre otra, pretendiendo hacer un blasón parlante (dos sillas), pero sin tener en cuenta la historia y la tradición.

## Administración y política
La administración política se realiza a través de un ayuntamiento de gestión democrática cuyos componentes se eligen cada cuatro años por sufragio universal desde las primeras elecciones municipales tras la reinstauración de la democracia en España, en 1979. El censo electoral está compuesto por los residentes mayores de 18 años empadronados en el municipio, ya sean de nacionalidad española o de cualquier país miembro de la Unión Europea. Según lo dispuesto en la Ley Orgánica del Régimen Electoral General, que establece el número de concejales elegibles en función de la población del municipio, la corporación municipal está formada por 11 concejales. La sede del Ayuntamiento de Andosilla está situada en la plaza San Cosme, 1 de la localidad.
| Periodo   | Nombre             | Partido | Partido                                  |
| --------- | ------------------ | ------- | ---------------------------------------- |
| 1999-2007 | Manuel Osorio      |         | Unión del Pueblo Navarro (UPN)           |
| 2007-2011 | Enrique Sanzo      |         | Partido Socialista de Navarra (PSN-PSOE) |
| 2011-2019 | José Manuel Terés  |         | Unión del Pueblo Navarro (UPN)           |
| 2019-2023 | Javier Sanz Itarte |         | Partido Socialista de Navarra (PSN-PSOE) |
| 2023-act. | José Manuel Terés  |         | Unión del Pueblo Navarro (UPN)           |

| Partido político                            | 2023  | 2023       | 2019  | 2019       | 2015  | 2015       | 2011  | 2011       | 2007  | 2007       | 2003  | 2003       | 1999  | 1999       | 1995  | 1995       | 1991  | 1991       |
| Partido político                            | %     | Concejales | %     | Concejales | %     | Concejales | %     | Concejales | %     | Concejales | %     | Concejales | %     | Concejales | %     | Concejales | %     | Concejales |
| Navarra Suma (NA+)                          | —     | —          | 43,99 | 5          | —     | —          | —     | —          | —     | —          | —     | —          | —     | —          | —     | —          | —     | —          |
| Partido Socialista de Navarra (PSN-PSOE)    | 28,55 | 3          | 41,07 | 5          | 28,02 | 3          | 40,84 | 5          | 44,42 | 5          | 35,15 | 4          | 20,24 | 2          | 13,65 | 1          | 28,92 | 3          |
| Euskal Herria Bildu (EH Bildu)-Bildu        | 7,97  | 1          | 12,97 | 1          | 17,26 | 2          | —     | —          | —     | —          | —     | —          | —     | —          | —     | —          | —     | —          |
| Unión del Pueblo Navarro (UPN)              | 53,78 | 6          | —     | —          | 48,22 | 6          | 48,77 | 6          | 31,07 | 4          | 44,40 | 5          | 40,55 | 5          | 12,35 | 1          | 19,46 | 2          |
| Partido Popular (PP)                        | 8,52  | 1          | —     | —          | 4,33  | —          | —     | —          | —     | —          | —     | —          | —     | —          | —     | —          | —     | —          |
| Convergencia de Demócratas de Navarra (CDN) | —     | —          | —     | —          | 6,04  | —          | 10,59 | 1          | 9,39  | 1          | 12,27 | 1          | 30,60 | 4          | —     | —          | —     | —          |
| Nafarroa Bai (NaBai)                        | —     | —          | —     | —          | —     | —          | 10,91 | 1          | —     | —          | —     | —          | —     | —          | —     | —          | —     | —          |
| Partido Carlista de Euskal Herria (EKA)     | —     | —          | —     | —          | —     | —          | 0,96  | —          | 7,57  | 1          | —     | —          | —     | —          | —     | —          | —     | —          |
| Euskal Herritarrok (EH)                     | —     | —          | —     | —          | —     | —          | —     | —          | —     | —          | 14,21 | 1          | —     | —          | —     | —          | —     | —          |
| Independientes de Navarra (IN)              | —     | —          | —     | —          | —     | —          | —     | —          | —     | —          | 8,98  | 1          | 9,10  | 1          | —     | —          | —     | —          |
| Izquierda-Ezkerra (I-E)                     | —     | —          | —     | —          | —     | —          | —     | —          | —     | —          | —     | —          | 21,70 | 3          | —     | —          | —     | —          |
| Herri Batasuna (HB)                         | —     | —          | —     | —          | —     | —          | —     | —          | —     | —          | —     | —          | 9,75  | 1          | 12,05 | 1          | —     | —          |
| Centro Democrático y Social (CDS)           | —     | —          | —     | —          | —     | —          | —     | —          | —     | —          | —     | —          | —     | —          | 37,52 | 5          | —     | —          |

## Cultura
Desde hace 30 años en Semana Santa se revive la crucifixión de Jesús por medio del Viacrucis. Esta celebración religiosa se organiza desde el grupo "Marcha Joven" y se interpreta por habitantes del pueblo o de descendientes del pueblo. Se lleva a cabo, la mañana del Viernes Santo, por las calles del pueblo semejando a la Jerusalén del año 33, desde el juicio de Pilatos y la condena del Señor hasta su "crucifixión" y descendimiento de la cruz junto con la colocación del cuerpo yacente en el sepulcro.
Ese mismo día se revive en el pueblo nuevamente la pasión del Señor por medio de la procesión del Santo Entierro, con la procesión a hombros de los pasos, entre los que destacan por su belleza y singularidad la Crucifixión y la Flagelación (este último con una imagen de Jesús del siglo XVI). Destacan así mismo también el paso del Santo Sepulcro con la imagen del Señor yacente y la Dolorosa.
Posteriormente y para finalizar las procesiones de la Semana Santa, el Domingo de Resurrección, la Virgen de la Cerca sale al encuentro en la procesión del Encuentro, de su Hijo resucitado. La Virgen enlutada (cubierto el rostro con mantilla negra) hasta que en la plaza de Don Lope, el Santísimo bajo palio da la alegría de la noticia de su resurrección a la Virgen de la Cerca, cambiando el luto por las aleluyas (canto del Regina Coeli), que en ese momento son entonadas por el coro de voces del pueblo.
Junto a estas manifestaciones religiosas, dentro del pueblo existen asociaciones culturales que promocionan la cultura y el deporte de forma importante, entre ellas destaca ACUDEMA (Asociación de mujeres) y la asociación de jóvenes El Motarrón Virgen de la Cerca, que organiza eventos socioculturales promocionando el nombre del pueblo por toda la comarca.
En marzo de 2010 se presenta un disco de auroras interpretados por los Auroros de Andosilla, que fue grabado en los Estudios Sonosfera donde se hace una recopilación a más de 200 años de historia, tradición y folclore local.

### Patrimonio

#### Monumentos religiosos

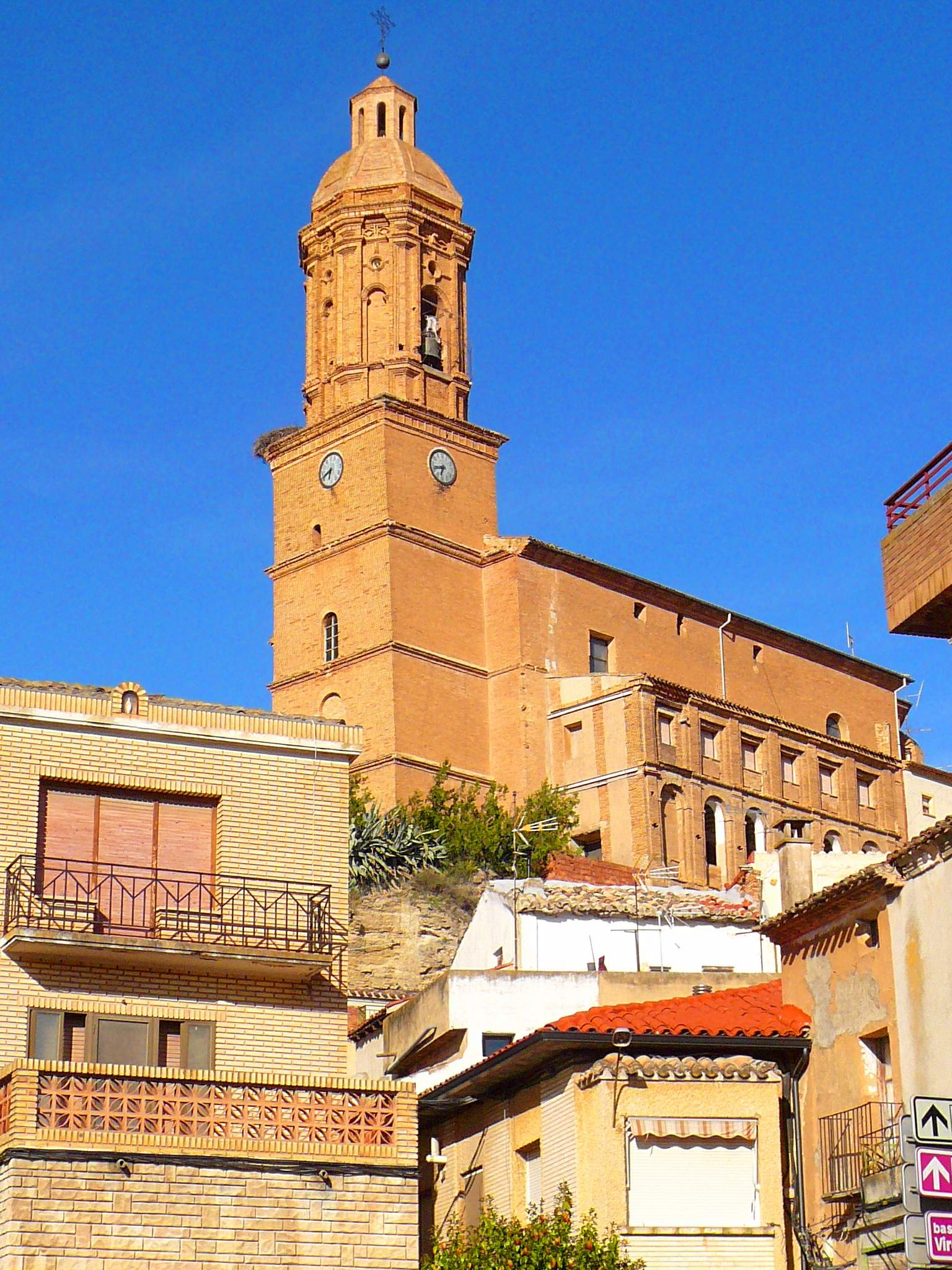
Iglesia parroquial de San Julián y Santa Basilisa

El templo parroquial de San Julián y Santa Basilisa es un edificio del siglo XVI donde destaca el retablo mayor de estilo romanista realizado por Bernabé Imberto en 1597. En 2003 este retablo y los dos laterales que lo acompañan fueron declarados bienes de interés cultural.
También podemos encontrar la basílica de la Virgen de la Cerca, la patrona del pueblo, donde se guarda una imagen románica restaurada recientemente. Junto con la imagen de la patrona se venera la imagen de la Santa Cruz, que con anterioridad se veneraba en la ermita de Santa Cruz. La Virgen del Cerca se veneraba con anterioridad en una ermita situada junto a la peña, en el lugar donde la tradición dice que se encontró, pero ante el riesgo de desprendimiento de la peña, se trasladó inicialmente a la parroquia, para posteriormente y gracias al levantamiento de la basílica en el centro del pueblo gracias a la donación de una familia del pueblo, se traslada a su "casa". Esta ermita fue derruida en los años 70.
Junto a la basílica y parroquia existe una pequeña capilla en el barrio del puente, dedicada a San Sebastián, patrono de la villa, que sirve de zona de culto para los residentes en la barrio, erigida, también, gracias a la donación de una residente del pueblo.
Así mismo, en el término de Resa (antiguo asentamiento romano), se levanta la ermita de la Santa Cruz donde los andolenses van tradicionalmente el tres de mayo, aunque en la actualidad la romería se realiza el primer sábado de mayo. Esta ermita es de reciente arquitectura ya que la anterior fue derruida al sufrir un incendio en los años 70. Las cuadrillas van en remolques y camiones. Antes se celebraban capeas en una plaza montada con los remolques en la explanada y se hacían desfiles de carrozas, que iban engalanadas para tal efecto. Esta tradición se lleva realizando desde hace más de 200 años.

#### Monumentos civiles
Dentro del apartado de monumentos civiles se pueden destacar fundamentalmente casas solariegas localizadas en la villa, entre las que destaca el "Palacio" y otras muchas con escudos colocados en la fachada de las mismas, algunas de las cuales datan del siglo XVIII y se hallan en buen estado de conservación.
En la parte inferior de la villa se encuentra el Casino Principal, que acoge un monumento en memoria de los fusilados en 1936.

### Fiestas y eventos
El 20 de enero, se celebran las fiestas de invierno en honor a San Sebastián.
El 3 de mayo, y el primer sábado de ese mismo mes, se celebra la romería de la Santa Cruz.
El primer fin de semana de septiembre se celebran las fiestas de la juventud, donde desde el viernes se puede disfrutar de muchos actos para los jóvenes y no tan jóvenes del pueblo como encierros, conciertos nocturnos, concursos de pinchos, monólogos, etc.
Las fiestas patronales, en honor a la Virgen de la Cerca, comienzan el 7 de septiembre. El día de la Virgen, el 8, es la jornada central de las fiestas, con la aurora y la procesión por las calles del pueblo con la imagen de la patrona acompañada por los vecinos y siendo agasajada con jotas.
El 27 de septiembre, tiene lugar la fiesta del «Robo de los Santos» en la localidad de Arnedo (La Rioja). Su origen es la rivalidad entre los arnedanos y los vecinos de Andosilla por la propiedad de las imágenes, y sus reliquias, de los santos médicos, San Cosme y San Damián. Cada año, los andosillanos se desplazan de madrugada hasta la ciudad riojana para realizar un recorrido entonando canciones por las calles de la localidad en el denominado «Rosario de la Aurora», tras el que se celebra una eucaristía. Ya al mediodía, los santos salen en procesión, deteniéndose en varios puntos, donde dos pregoneros andolenses realizan en dos puntos diferentes de la ciudad un alegato satírico con referencias a la actualidad intentando persuadir de la procedencia navarra de los santos. Este discurso finaliza siempre con el grito de «¡A Navarra con ellos!», tras el cual, cuatro portadores de Andosilla salen corriendo con los andas de los santos para intentar robarlos, deteniendo su carrera los arnedanos presentes. Una tradición entre lo religioso y lo profano de gran singularidad y que hermana a navarros y riojanos. Esta fiesta fue declarada de Interés Turístico Nacional el 5 de noviembre de 2019 por la Secretaría de Estado de Turismo.

### Deporte
El equipo de fútbol de esta villa es el C.D. River Ega que en unos años ha pasado de estar en primera regional, con 2 equipos de fútbol base a estar en tercera división con jugadores prácticamente del pueblo, y con 9 equipos de fútbol base. Casi con el mismo nombre, pero completamente independiente del anterior, la práctica y fomento del balonmano es gestionado en la localidad por el C.D. Balonmano River Ega que dispone de varios equipos, masculinos y femeninos, en categorías cadetes, infantiles y alevines.

## Localidades hermanadas
Andosilla está hermanada, desde 1989, con Arnedo, un municipio ubicado en la comunidad autónoma de La Rioja. En el contexto regional, forma parte de La Rioja Baja.

## Personas destacadas
- Manuel Gurpegui Fernández de Legaria, médico
- Carlos Gurpegui, futbolista del Athletic Club
- Eustaquio Díaz de Rada y Landivar
- Inmaculada Echevarría